# Gudautabukten
Gudautabukten (georgiska: გუდაუთის ყურე, Gudautis tjure) är en bukt i Georgien. Den ligger vid Svarta havets kust, i distriktet Gudauta i den autonoma republiken Abchazien, i den nordvästra delen av landet. Vid bukten ligger staden Gudauta.